# Andreas Malm
Andreas Samuel Magnus Malm, geboren op 11 november 1977 in het gehucht Fässbergs, gemeente Mölndal (Zweden), is een Zweeds menselijk ecoloog, auteur, journalist en politiek activist. Hij was lid van de syndicale jeugdbond in Stockholm en werkte in de jaren 2002-2009 voor het syndicale weekblad Arbetaren. In 2010 sloot Malm zich aan bij de Socialistische Partij en begon hij te schrijven voor het socialistische weekblad Internationalen, en ook voor het Amerikaanse linkse magazine Jacobin. Rond 2005 was hij ook enkele jaren in dienst van de cultuurredactie bij Dagens Nyheter.
Andreas Malm was ook een drijvende kracht achter de vorming van de Zweedse afdeling van de pro-Palestijnse International Solidarity Movement (ISM). Zijn betrokkenheid bij de situatie in het Midden-Oosten blijkt uit meerdere publicaties over het Arabisch-Israëlisch conflict en Palestina en Iran.
Sinds 2006 is hij een actief debater over het klimaatvraagstuk. In 2007 schreef hij zijn “vaste overtuiging dat als er nu niets wordt gedaan, het te laat zal zijn” in een boek, en nam hij actief deel aan de beweging Klimax, die acties van burgerlijke ongehoorzaamheid voerde om bewustzijn te creëren over het broeikaseffect. Hij zetelde ook in het bestuur van Klimataktion.
Aan de Universiteit van Lund werkte hij mee aan een interdisciplinair onderzoeksproject naar de rol van fossiele brandstoffen in kapitaalaccumulatie. Het resultaat, het proefschrift Fossil Capital verscheen in 2016 als boek, en werd ook geciteerd door Naomi Klein in haar boek This Changes Everything.
In 2018 sprak Andreas Malm op een bijeenkomst van Code Rood in Groningen. In 2021 pleitte hij in Corona, Climate, Chronic Emergency voor een klimaatbeleid “op oorlogsvoet”, naar analogie met de aanpak van de coronapandemie.
In september 2021 was Malm te gast bij The New Yorker Radio Hour, waar hij de centrale claim van How to Blow Up a Pipeline herhaalde door de klimaatbeweging te bepleiten om sabotage als tactiek te gebruiken en een diversiteit aan tactieken te omarmen. Nadat de podcast was uitgebracht, publiceerde Fox News een artikel waarin Malm werd beschreven als een "klimaatveranderingsextremist".
Malm schreef een reeks boeken in het Zweeds, en sommige in het Engels. Enkele titels zijn ook vertaald in het Frans en het Duits: 
- Bulldozers mot ett folk – om ockupationen av Palestina och det svenska sveket  (2002)ISBN 9189483170 (“Bulldozers tegen een volk - over de bezetting van Palestina en het Zweedse verraad”)
- Det är vår bestämda uppfattning att om ingenting görs nu kommer det att vara för sent (2007) ISBN 9789173893329 (“Het is onze vaste overtuiging dat als er nu niets wordt gedaan, het te laat zal zijn”)
- Iran on the Brink: Rising Workers and Threats of War (2007) ISBN 978-0745326030
- Fossil Capital: The Rise of Steam Power and the Roots of Global Warming (2016) ISBN 978-1784781293
- The Progress of This Storm: Nature and Society in a Warming World (2017) ISBN  978-1786634153
- Corona, Climate, Chronic Emergency: War Communism in the Twenty-First Century, (2020) ISBN 978-1839762154
- How to Blow Up a Pipeline: Learning to Fight in a World on Fire (2021) ISBN 9781839760259
- White Skin, Black Fuel: On the Danger of Fossil Fascism (2021) ISBN  978-1839761744